# 429 Lotis
429 Lotis là một tiểu hành tinh lớn ở vành đai chính. Có lẽ nó được xếp loại tiểu hành tinh kiểu C, và dường như được cấu tạo bằng vật liệu cacbonat.
Tiểu hành tinh này do Auguste Charlois phát hiện ngày 23.11.1897 ở Nice và được đặt theo tên nữ thần Lotis trong thần thoại Hy Lạp.